# 埃塞爾·巴里摩爾
埃塞尔·巴里摩爾（英語：Ethel Barrymore，/ˈɛθəl/，1879年8月15日—1959年6月18日）是一位美國舞台、影視及廣播女演員，本名埃塞尔·梅·布萊斯（Ethel Mae Blythe），出身於巴里摩爾演員世家，1944年憑藉出演《寂寞芳心》獲得第17届奧斯卡最佳女配角獎。